# ژان-باپتیست ائودرائوگو
ژان-باپتیست ائودرائوگو (به انگلیسی: Jean-Baptiste Ouédraogo؛ زادهٔ ۳۰ ژوئن ۱۹۴۲) سیاستمدار اهل جمهوری ولتای علیا است.